# 2502 Nummela
2502 Nummela è un asteroide della fascia principale del diametro medio di circa 16,5 km. Scoperto nel 1943, presenta un'orbita caratterizzata da un semiasse maggiore pari a 2,9329640 au e da un'eccentricità di 0,2238877, inclinata di 17,82193° rispetto all'eclittica.
L'asteroide è dedicato all'omonima località finlandese.